# Coaliția pentru un Parlament Curat
Coaliția pentru un Parlament Curat a fost o coaliție ad-hoc de organizații neguvernamentale române, care prin programul „Votează cu ochii deschiși” și-au propus să informeze electoratul înaintea alegerilor parlamentare din 2004.
Coaliția era formată din Agenția de Monitorizare a Presei, Alianța Civică, APADOR-CH, Asociația Pro Democrația, Asociația Studenților de la Facultatea de Științe Politice, Asociația Revoluționarilor Fără Privilegii, Centrul pentru Jurnalism Independent, Freedom House România, Fundația pentru o Societate Deschisă, Grupul pentru Dialog Social, Liga Română de Presă și Societatea Academică din România.
Coaliția a evaluat candiații partidelor pe baza unui set de criterii, iar apoi a informat electoratul asupra lor. Printre criteriile de evaluare erau colaborarea cu Securitatea înainte de 1989, traseismul politic, implicarea în conflicte de interese, acuzații de corupție formulate în presă și neconcordanța între averea declarată și veniturile reale ale unui candidat.